# Ceinture scapulaire
 (novembre 2022).
La ceinture scapulaire ou ceinture pectorale est le dispositif osseux qui permet, chez les tétrapodes, de rattacher les membres antérieurs à la colonne vertébrale. Sauf exception et contrairement à la ceinture pelvienne, la ceinture scapulaire est libre, c'est-à-dire qu'elle n'est reliée au squelette axial que par l'intermédiaire des muscles. Chez les vertébrés non tétrapodes, elle est réduite, et soudée au crâne. Elle prend de l'importance chez les tétrapodes et se diversifie en relation avec le mode de vie, notamment avec l'aptitude au vol chez les oiseaux ou la régression des pattes chez les serpents. Elle est typiquement constituée de la scapula et de la clavicule.

## Chez les poissons
La ceinture scapulaire est très succincte et cartilagineuse chez les Chondrichtyens, elle s'ossifie et se complique chez les Ostéichtyens non tétrapodes : la scapula, côté dorsal, est accolée à l'os procoracoïde, côté ventral. Ces deux éléments sont partiellement recouverts par deux demi-arcs osseux, de direction dorso-ventrale et situés juste derrière les ouïes (cleithrum).

## Chez les tortues
La ceinture scapulaire est soudée à la carapace.

## Chez les oiseaux
La ceinture scapulaire s'est transformée pour permettre aux oiseaux de voler. Le développement du coracoïde, la fusion des clavicules en furcula et l'existence du bréchet en sont les signes les plus distinctifs. La ceinture pectorale se compose de 3 paires d’os qui supportent les ailes. Ces os sont souvent mieux visualisés sur les vues de la cavité cœlomique que sur celles des ailes.

### Scapula
Anciennement nommé omoplate, c'est un os long et aplati, pneumatisé, en forme de sabre. Une des extrémités de la scapula se situe au niveau de la dernière vertèbre cervicale et l'os se prolonge, contre la paroi thoracique et parallèlement à la colonne vertébrale, jusqu'à l’ilion. La partie antérieure de la scapula présente, latéralement, une concavité qui participe à la constitution de la cavité glénoïde (dans laquelle vient se loger la tête de l'humérus). L’acromion ou processus claviculaire, médial, permet une articulation avec la clavicule, tandis que le processus coracoïdien, protubérance convexe, s’articule avec le coracoïde.

### Coracoïde
Le coracoïde est chez les oiseaux, le plus robuste des os de la ceinture de l’épaule. C’est un os creux, envahi par le sac aérien claviculaire. De direction oblique, il relie la scapula au sternum. Sa partie antérieure porte une large surface concave qui participe à la constitution de la cavité glénoïde (dans laquelle vient se loger la tête de l'humérus) et de l'autre côté, elle s'articule avec la clavicule. Sa fonction est celle d’un étai qui bloque l’aile à une certaine distance du sternum.

### Clavicule
Les clavicules sont très évoluées chez les oiseaux et sont presque toujours soudées ; elles constituent un os unique appelé furcula, fourchette, os furculaire ou, dans le langage courant, os à souhait. Les deux branches de la fourchette s’appuient sur les deux pointes des os coracoïdes. Leur extrémité distale, le processus furculaire, est reliée à l’apex du bréchet du sternum par un ligament. La fourchette joue le rôle d’un ressort qui maintient l’écartement des épaules lors des mouvements de l’aile. Les clavicules et le sternum délimitent une ouverture, située dorsalement par rapport aux clavicules, appelée foramen tri-osseux, par où passe le tendon du muscle supra-coracoïdien avant d’aller s’insérer sur l’humérus (ce muscle est un des moteurs principaux du vol : il est élévateur de l’humérus et de l’aile).

## Chez l'homme

Ceinture scapulaire, cage thoracique

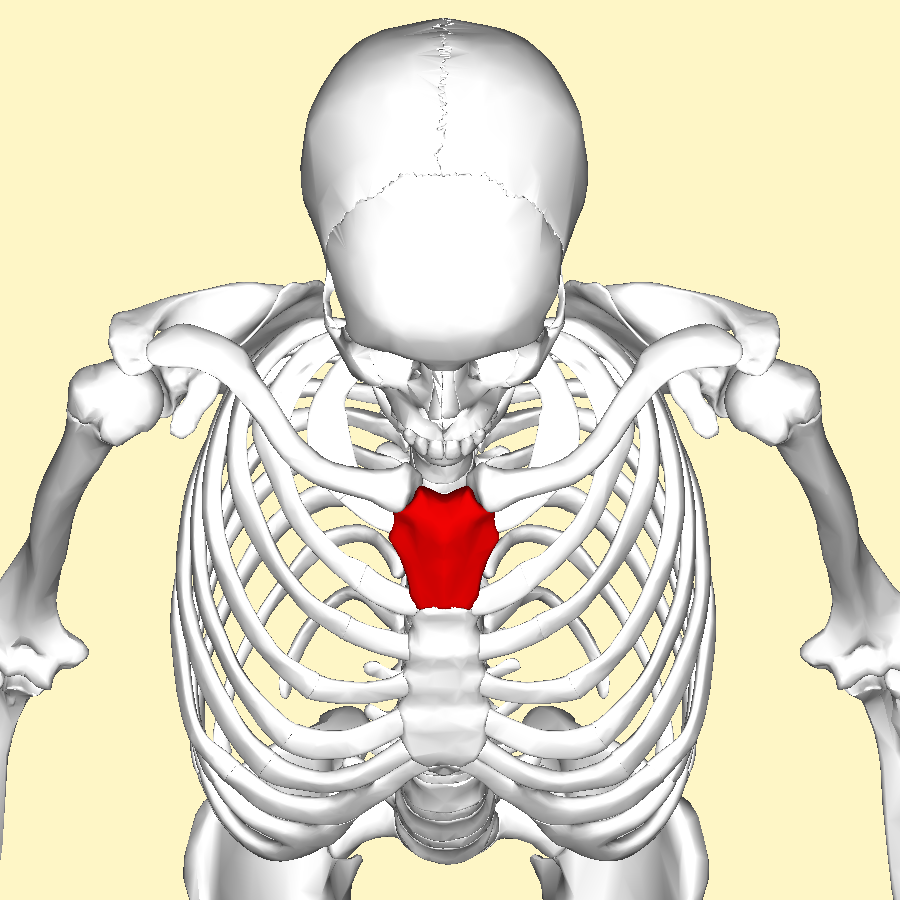
Manubrium représenté en rouge

C'est une zone très mobile, animée par des muscles puissants qui peuvent être explorés à l'examen clinique par la palpation et en imagerie médicale. Elle se compose des pièces osseuses suivantes :
- le manubrium,
- les clavicules,
- les scapulas,
- les humérus.